# سیارک ۱۴۵۹۶
سیارک ۱۴۵۹۶ (به انگلیسی: 14596 Bergstralh، نامگذاری:1998SC55) چهارده هزار و پانصد و نود و ششمین سیارک کشف شده‌است که در ۱۶ سپتامبر ۱۹۹۸ کشف شد.
قدر مطلق سیارک برابر ۱۷.۰ است.